# Blå ciklid
Blå ciklid (Aequidens pulcher) är en fiskart som först beskrevs av Gill, 1858. Blå ciklid ingår i släktet Aequidens, och familjen Cichlidae. Inga underarter finns listade.

## Bildgalleri

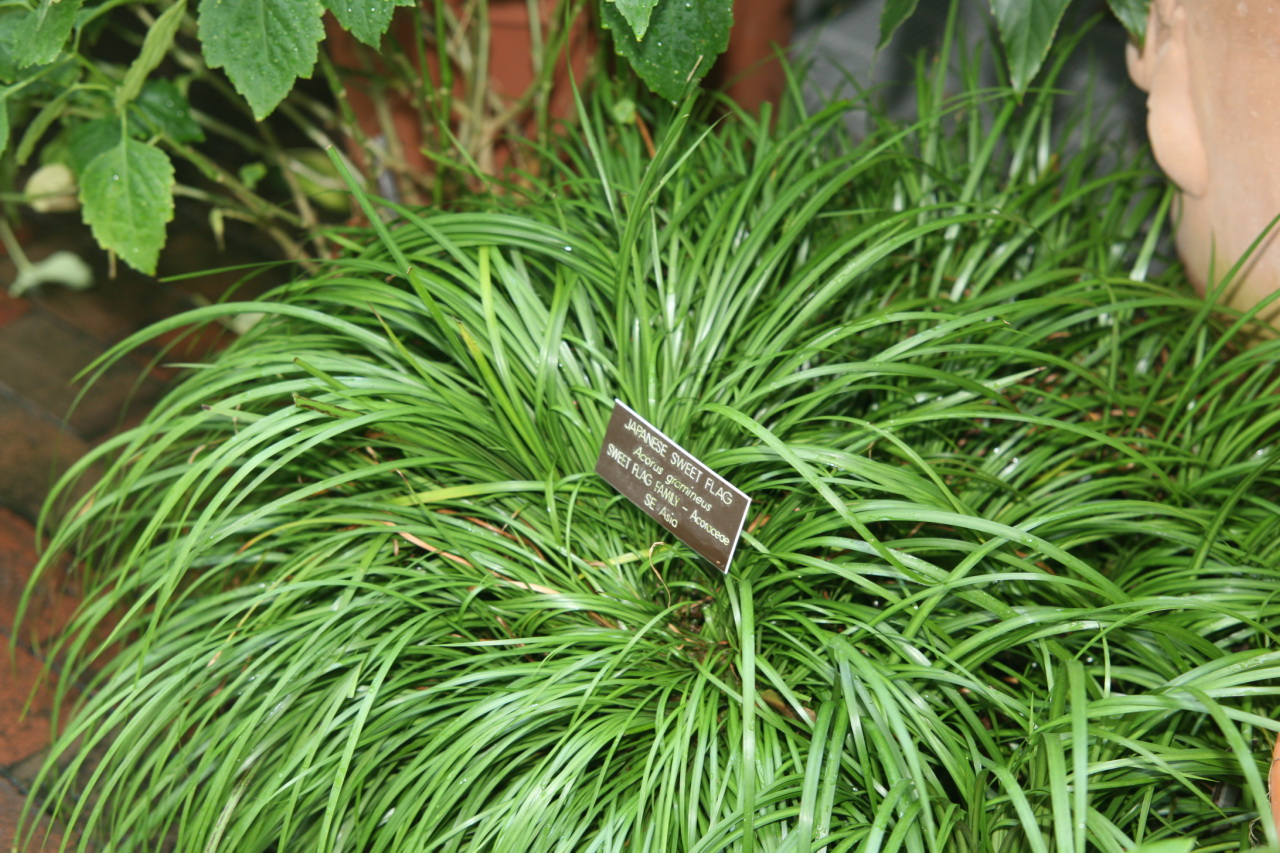
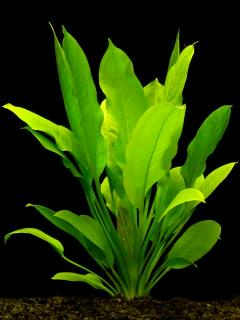
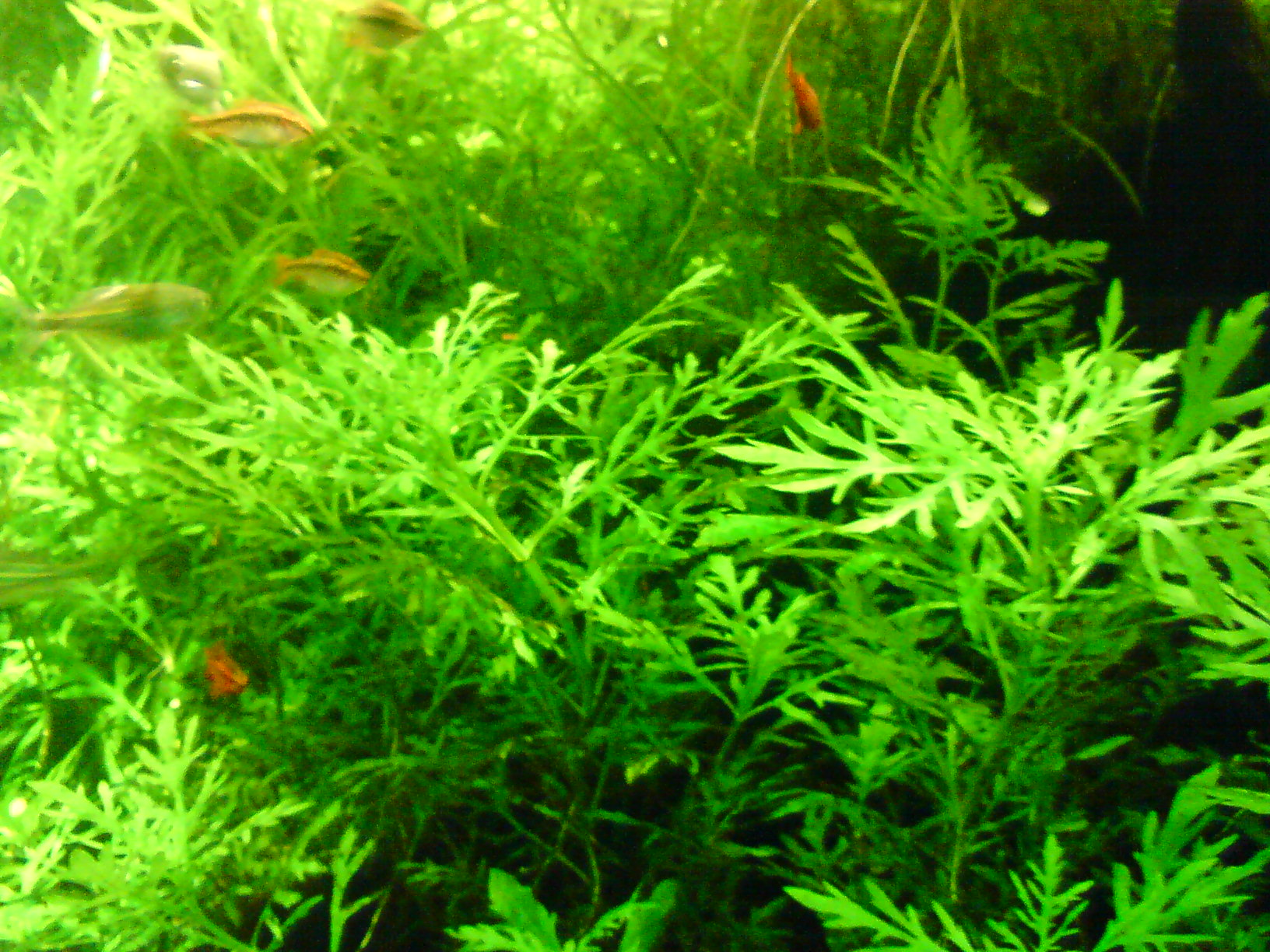